# NGC 5049
NGC 5049 (również PGC 46166 lub UGCA 343) – galaktyka soczewkowata (S0), znajdująca się w gwiazdozbiorze Panny. Odkrył ją William Herschel 31 grudnia 1785 roku.